# Анонимните
Анонимните (на английски: Anonymous) е името на неформална група хактивисти. Уебсайт, асоцииран с групата, я определя като „интернет група“ с „много свободна и децентрализирана структура на властта, действаща по-скоро според идеи, отколкото според директиви“. Анонимните стават известни след серия широко отразени от медиите хакерски атаки и атаки за отказ на услуга (DDoS) срещу правителствени, религиозни и корпоративни уебсайтове. Доколкото участието в движението не е регламентирано, всяка атака може да бъде извършвана от различни хора.
Концепцията на Анонимните произлиза от имиджборда 4chan, представляващ идеята за многобройна онлайн и офлайн общност от потребители, функциониращи като анархичен, дигитализиран глобален мозък. Групата е асоциирана и със сатиричното уики Encyclopedia Dramatica. Членовете ѝ, наричани на английски език Anons, са разпознаваеми в публичното пространство по традицията да носят маски на Гай Фокс. Според Федералното бюро за разследване на САЩ участниците в хакерската група LulzSec, арестувани през 2012 г., са играли ключова роля в Анонимните.